# Зенцов, Роман Павлович
Рома́н Па́влович Зенцо́в (род. 10 сентября 1973, Брянск) — российский боец смешанных единоборств, экс-чемпион М-1 в тяжёлом весе, в 2005—2006 годах выступал в Pride FC. Лидер движения «Сопротивление».

## Спортивная карьера

### Ранние годы
Прозанимавшись в детстве некоторое время вольной борьбой, Роман Зенцов переключился на самбо. Выступая на юниорских первенствах, Зенцов достиг значительных успехов, став серебряным призёром чемпионата СССР по самбо.
В 1992 году Зенцов приехал в Санкт-Петербург, где поступил в медицинский университет. В новом городе появились новые увлечения — каратэ и кикбоксинг. В 1990-х годах Зенцов провёл большое количество боёв по кикбоксингу, в том числе на международном уровне.

### Карьера в ММА

#### Начало
Зенцов дебютировал в смешанных единоборствах в 2000 году как боец клуба Red Devil Fighting Team в организации М-1.

Первые два года его карьера развивалась не слишком успешно — из десяти проведённых боёв победы он одержал лишь в четырёх. Однако затем успехи начали приобретать постоянный характер.

#### Чемпион М-1
После серии из пяти побед, четыре из которых были одержаны на турнирах «Россия против Мира» (трижды) и «Россия против Украины», Зенцов получил право биться за титул чемпиона М-1. Его соперником стал голландский боец Боб Схрейбер. На тот момент голландцу было уже 38 лет и он проиграл четыре из пяти последних боёв, тем не менее он оставался очень опасным соперником. Выступая со времени зарождения ММА в Европе, Шрейбер имел в активе более чем в два раза больше боёв, чем Роман, почти все победы им были одержаны в результате нокаутов или сдач соперников от ударов. Кроме того, в М-1 он ни разу не проигрывал и двумя годами ранее дважды подряд побил сильнейшего на тот момент тяжеловеса в организации Мартина Малхасяна. Встреча Зенцова с Шрейбером состоялась в октябре 2003 года. Схватка началась с обмена ударами, в результате которого у Зенцова открылось лёгкое рассечение. Однако вскоре ему удалось нанести несколько точных ударов и отправить противника на настил коя. После этого Зенцову удалось выйти на удушающий приём и успешно его провести.

#### Чёрная полоса
В 2004 году в карьере Зенцова началась чёрная полоса. Он проиграл все три проведённых в этот год боя. 2005 год также начался с неудачи: Зенцову выпал шанс показать себя на ринге одной из двух ведущих мировых организаций ММА Pride FC в бою с трёхкратным чемпионом мира по бразильскому джиу-джитсу Фабрисиу Вердумом. Противостояние представлялось битвой «борца» и «ударника», ко всему прочему представляющих разные команды: Зенцов являлся членом Red Devil Fighting Team, куда также входил Фёдор Емельяненко, а Вердум тренировался совместно с Мирко Филиповичем, притом что бой Емельяненко — Филиппович был главным событием того вечера. Победу в предстоящей схватке прочили Вердуму, который оправдал прогноз, взяв верх болевым приёмом на руку.

#### Возвращение и расцвет карьеры
Ещё с 2004 года Зенцов начал совместные тренировки с Фёдором Емельяненко, недавно присоединившимся к клубу Red Devil Fighting Team, плодотворность которых начала со временем сказываться. Уже в ноябре 2005 года Роману пришлось защищать титул чемпиона М-1 в бою с Ибрагимом Магомедовым, сильным бойцом, который, хотя и оступился подобно Зенцову в Pride FC, проиграв Мирко Филиповичу, но в целом выглядел более успешно в последних выступлениях. Тем не менее Зенцову наконец удалось прервать череду поражений и нокаутировать соперника.
2006 год стал наиболее успешным в карьере Зенцова. Вновь приглашённый в Pride FC, в феврале и мае он нокаутировал Педру Риззу и Гилберта Ивела.
Хотя оба соперника в то время были уже на спаде, победы принесли Зенцову известность и высоко подняли его в мировых рейтингах, поставив рядом с другими россиянами Фёдором Емельяненко, Александром Емельяненко и Сергеем Харитоновым.
Финансовые проблемы Pride FC не позволили Зенцову продолжить выступления на мировом уровне. Тем не менее он успешно бился в М-1, а также в новой, проявлявшей интерес к российскому рынку, организации Bodog Fight.

#### Спад
Со второй половины 2007 года в карьере Зенцова наметился спад. Он проиграл три боя, а победа в четвёртом (против Даниэля Таберы) вызвала много споров по поводу справедливости судейского решения.

## После окончания карьеры
После боя с Ли Зенцов пропал из поля зрения обозревателей на долгое время. Через год — летом 2009 года — он заявил в интервью, что продолжает тренировки и готовится к возможным новым поединкам, однако на ринг он так и не вышел. В 2010 году он заявил, что профессиональный спорт неприемлем для него:

Скажу честно: сегодняшний профессиональный спорт в чистом виде мне не интересен. Он в настоящее время, наряду с различными телешоу и мыльными операми, выступает в роли опиума для масс, только отвлекающего людей от занятия делом и друг от друга.
— Роман Зенцов
.

### Организация турниров
После прекращения выступлений на профессиональном ринге Зенцов стал участвовать в турнирах в качестве приглашённого гостя или даже организатора. При этом он посещал и любительские турниры, например соревнования «AFL», проведённые в 2009 году.
В августе 2010 года в Рязанской области прошёл турнир «Ратное поле», приуроченное к дате победы русских дружин над ордынскими войсками в битве на Воже. Одним из организаторов этого турнира стал Роман Зенцов. Были проведены показательные выступления кавалерии Президентского полка, десантных войск, а также рязанских клубов исторической реконструкции. Спортивная составляющая мероприятия заключалась в соревнованиях по тайскому боксу, карате Кёкусинкай, кикбоксингу и по смешанным единоборствам.

### Движение «Сопротивление»
Роман Зенцов является лидером русской националистической организации «Сопротивление», охарактеризованной как «праворадикальное движение». Однако подобная характеристика им отвергается. Личную идеологию Зенцов определяет, как националистическую, социалистическую и анархистскую.

## Роли в кино
Зенцов принял участие в съёмках фильма Сергея Бодрова-младшего «Сёстры». Также снимался в эпизодических ролях в сериалах «Агент национальной безопасности», «Улицы разбитых фонарей», «Маросейка, 12», «Охота на Золушку», «Игра без правил».